# Astrotricha biddulphiana
Astrotricha biddulphiana är en araliaväxtart som beskrevs av F.Muell. Astrotricha biddulphiana ingår i släktet Astrotricha och familjen Araliaceae. Inga underarter finns listade.